# Pablo Chinchilla
Pablo Chinchilla Vega est un footballeur costaricien né le 21 décembre 1978 à San José.

## Carrière
| saison    | club                              | pays                  |
| --------- | --------------------------------- | --------------------- |
| 1998-2004 | LD Alajuelense                    | Costa Rica            |
| 2004-2005 | LD Alajuelense Los Angeles Galaxy | Costa Rica États-Unis |
| 2005-2006 | LD Alajuelense                    | Costa Rica            |
| 2006-2008 | SC Rheindorf Altach               | Autriche              |
| 2008      | AD Municipal Liberia              | Costa Rica            |
| 2009-     | LASK Linz                         | Autriche              |

## Sélections
- Costa Rica : 20 sélections entre 1999 et 2008